# Eodorcadion chinganicum mandschukuoense
Eodorcadion chinganicum mandschukuoense es una subespecie de escarabajo longicornio del género Eodorcadion, categorizada en la tribu Dorcadionini, de la subfamilia Lamiinae. Fue descrita por Breuning en 1944.

## Descripción
Mide 13,9 mm de longitud.

## Distribución
Se distribuye por China.